# Entre vous deux
Pour les articles homonymes, voir Dare.
Pour plus de détails, voir Fiche technique et Distribution.
Entre vous deux (titre original en anglais : Dare) est un film américain réalisé par Adam Salky, sorti en 2009.
Le film est basé sur le court métrage du même titre de Salky sorti en 2005 et qui a été présenté avec succès à plusieurs festivals. La première de ce long métrage a lieu au Sundance Film Festival.

## Synopsis
Le film raconte l'histoire de trois adolescents très différents les uns des autres. Bien qu'élèves dans le même établissement d'une banlieue chic, aucun n'est véritablement au fond tel qu'il se montre : la chic fille qui rêve d'être actrice, celui qui se sent étranger et le rebelle.

## Fiche technique
- Titre original : Dare
- Réalisateur : Adam Salky

## Distribution
- Emmy Rossum[3] : Alexa, jeune fille studieuse qui veut sortir de sa coquille, meilleure amie de Ben
- Zach Gilford[4] : Johnny, arrivé entre Ben et Alexa, il les tient sous son charme
- Ashley Springer : Ben, le meilleur ami d'Alexa, garçon qui se cherche sexuellement
- Ana Gasteyer : Ruth
- Rooney Mara : Courtney
- Sandra Bernhard : Dr. Mohr
- Alan Cumming : Grant
- Cady Huffman
- Brianne Berkson : Gabby
- Chris Riggi : Josh
- Brea Bee : Mel
- Robert Fazio : Party Attendee
- Lucy McMichael : Ms. Davis